# Kaiserjägerstraße
Die Kaiserjägerstraße (auch: Kaiserjägersträßchen, -weg, -steig, ital.: Strada del Menador; zimbrisch: Las) ist eine zehn Kilometer lange Alpenstraße in der italienischen Provinz Trient und führt von der Valsugana auf die Hochebene von Lavarone – Lusern.

## Geschichte
Bereits vor Jahrhunderten führte ein Saumpfad, damals „Menatorweg“ genannt, von der Valsugana zur Hochebene von Lavarone – Lusern.
Die heutige Straße wurde 1911 als Kriegsstraße von Pionierabteilungen des 2. und 3. Kaiserjägerregiments anstelle eines bereits in den 1870er und 1880er Jahren angelegten Steigs erbaut. Sie diente zunächst zum Heranschaffen des Materials für den Bau der Befestigungswerke im südlich der Straße liegenden Grenzgebiet zwischen Österreich-Ungarn und Italien, der späteren Italienfront.

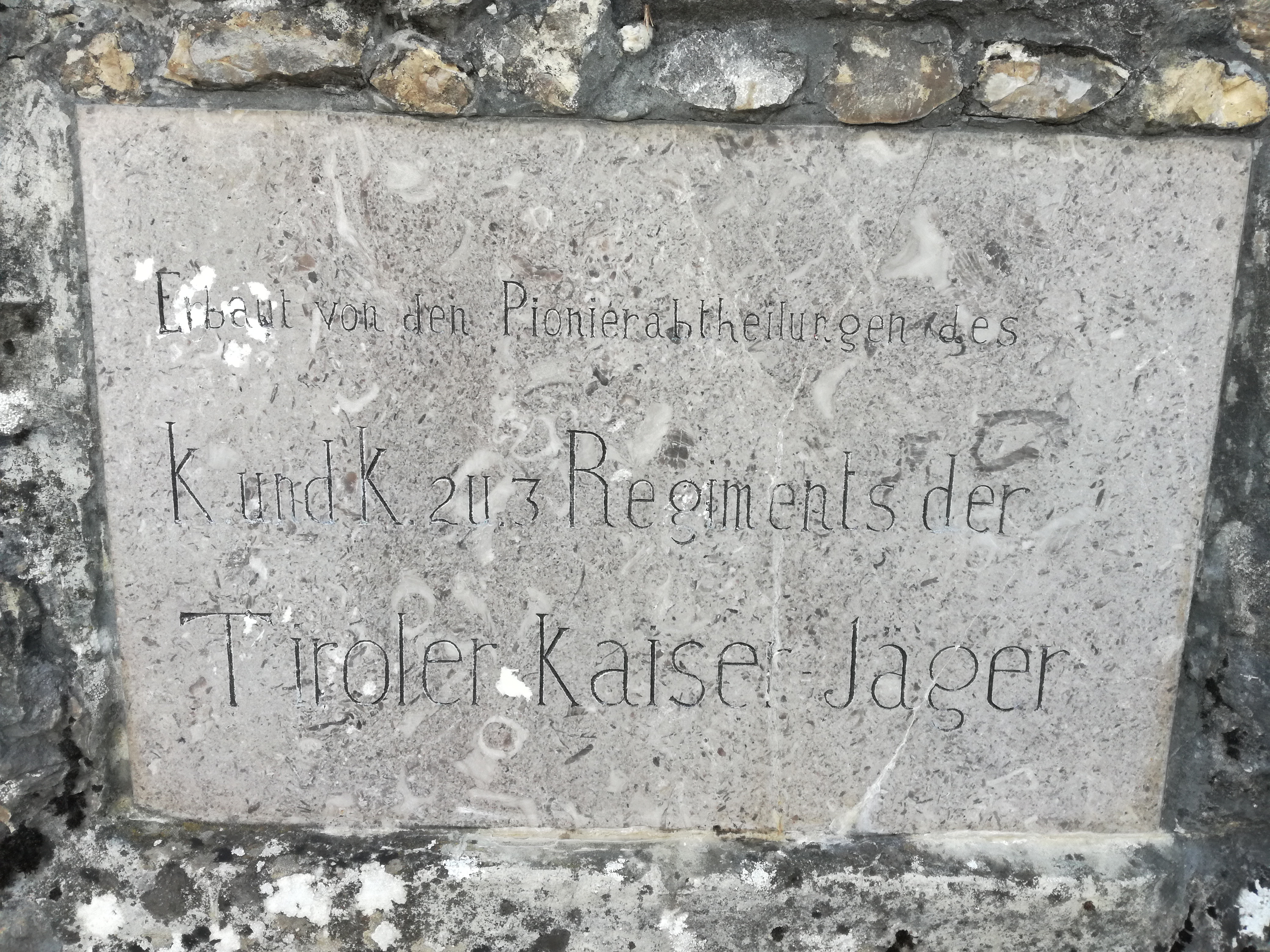
Gedenktafel am Straßenrand

In der Umgebung befinden sich sieben ehemalige österreichische Sperrwerke, die in diesem Zeitraum errichtet wurden. Nur wenige Kilometer entfernt befinden sich beispielsweise das Werk Verle und das heute zum Museum umgebaute Werk Gschwent. Im Ersten Weltkrieg war sie eine der bedeutendsten Nachschubverbindungen der österreichisch-ungarischen Armee für die Versorgung der Front auf den Hochebenen.
Noch in den 1960er Jahren war die Straße durch teils sehr enge Kehren schwierig zu befahren. Anschließend wurde sie zur Strada provinciale erhoben und schrittweise ausgebaut, asphaltiert und mit Randsicherungen versehen.

## Lage und Umgebung
Die Kaiserjägerstraße, Strada provinciale SP 133, führt von Caldonazzo ⊙ (bzw. Levico Terme ⊙, jeweils auf etwa 500 m s.l.m.) auf den höchsten Punkt der Strecke in der Nähe des Piazzo Alto  auf 1261 m s.l.m. Etwa 200 Meter weiter, auf einer Höhe von 1248 m s.l.m., stößt die Straße dann beim Albergo Monte Rovere auf die Strada Statale SS 349 ⊙.
Die durchgängig asphaltierte, teils nur einspurige Straße führt dabei über acht eng an den Berghang des Monte Pegolara gebaute Kehren, unter Felsüberhängen und durch zwei kurze, unbeleuchtete Tunnel. Im oberen Bereich der Kaiserjägerstraße liegt ein kleiner Parkplatz mit einem Aussichtspunkt ⊙, der einen Panoramablick über die Valsugana mit dem Lago di Caldonazzo und dem Lago di Levico bietet.
Gut zwei Kilometer östlich des oberen Endpunktes befindet sich an der SS 349 der Passo Vezzena (1417 m s.l.m.) ⊙.

## Verkehr

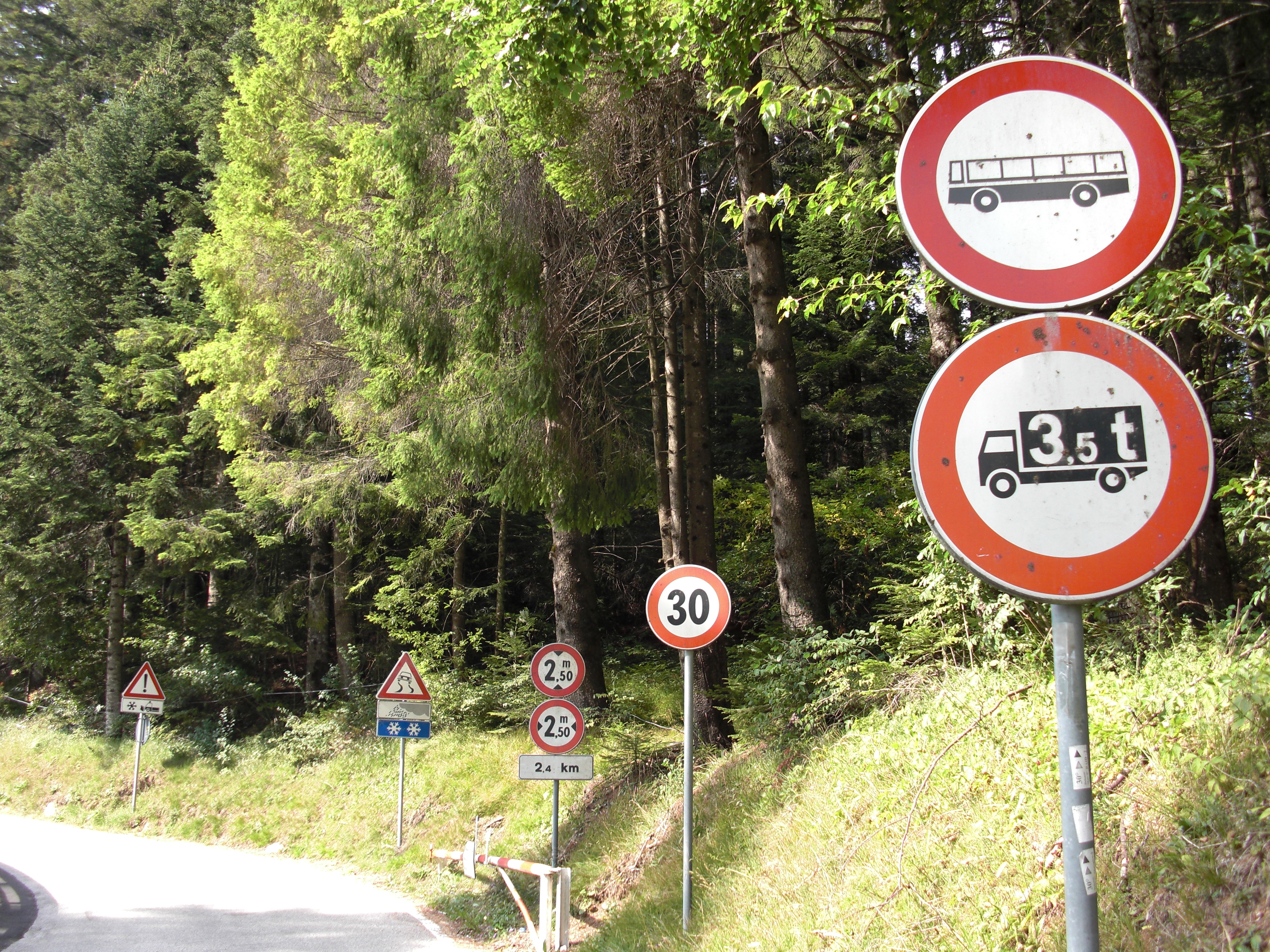
Verkehrsschilder am oberen Beginn der Kaiserjägerstraße (2011)

Die interessante Straßenführung, Aussicht und Geschichte macht die Kaiserjägerstraße touristisch bedeutsam; für den Verkehr hat sie ansonsten aber nur lokale Bedeutung. Für die Bewohner von Lusern stellt sie nach wie vor die schnellste Verbindung in die Provinzhauptstadt Trient dar.
Aufgrund der beengten Verhältnisse am Berghang ist die Kaiserjägerstraße für größere KFZ gesperrt. In der Denzel-Skala hat die Straße einen fahrtechnischen Schwierigkeitsgrad von 3.

## Bezeichnung
Die Bezeichnung Kaiserjägerstraße wird – ähnlich wie Kaiserjägersteig und Kaiserweg – für mehrere von den österreichischen Kaiserjägern (angeblich) erbaute Wege verwendet.
Beispiele für weitere mit dem Ausdruck Kaiserjäger als Eponym benannte Wege sind:
- Alte Centa-Straße: Unweit der heutigen Straße befindet sich eine 1908 angeblich von den Kaiserjägern erbaute Straße (Lage).[3] Diese führt(e) von Caldonazzo vorbei an der ehemaligen Osteria Alla Stanga (damals die Mautstation der Straße) auf die Hochebene bei Virti. Aufgrund ihrer Lage nur wenig östlich des Flüsschens Centa wird sie oft „alte Centa-Straße“ genannt. Diese existiert heute allerdings nur noch als Weg (SAT Weg Nr. 219) und kann wegen Bergabgängen streckenweise nur noch mit Kletterausrüstung begangen werden.[8] Kurt Mair berichtet in seinem Buch „Die Hochstraßen der Alpen“ in der Ausgabe von 1965, dass er diese Straße früher befahren habe, sie aber zu diesem Zeitpunkt schon nicht mehr mit dem PKW befahrbar war. Er nennt diese Straße Kaiserjägerstraße – diese Bezeichnung ist aber zumindest heute nicht mehr gebräuchlich.[3]

- Lagazuoi-Kriegssteig: Ein leichterer Klettersteig vom Werk Tre Sassi am Valparolapass zum Gipfel des Kleinen Lagazuoi (2762 m) wird Kaiserjägerweg, Kaiserjägersteig oder Lagazuoi-Kriegssteig genannt (Lage).[9][10]

- Kaiserjägersteig: Auch ein schwieriger Klettersteig, 1915 erbaut und 1996 rekonstruiert, der vom Val di San Nicolo zum Col Ombert (2670 m) führt, wird Kaiserjägersteig genannt (Lage).[11]